# Liste der Orte im Landkreis Amberg-Sulzbach
Die Liste der Orte im Landkreis Amberg-Sulzbach listet die 616 amtlich benannten Gemeindeteile (Hauptorte, Kirchdörfer, Pfarrdörfer, Dörfer, Weiler und Einöden) im Landkreis Amberg-Sulzbach auf.

## Systematische Liste
Städte und Gemeinden mit den zugehörigen Orten in alphabetischer Reihenfolge:
- Ammerthal mit 5 Gemeindeteilen:
  - Pfarrdorf Ammerthal
  - Dörfer Fichtenhof und Viehberg
  - Einöden Finkenmühle und Hirnmühle

- Stadt Auerbach i.d.OPf. mit 37 Gemeindeteilen:
  - Hauptort Auerbach i.d.OPf.
  - Pfarrdörfer Gunzendorf und Michelfeld
  - Dörfer Bernreuth, Degelsdorf, Hagenohe, Nasnitz, Nitzlbuch, Ohrenbach, Pferrach, Ranna, Ranzenthal, Sand, Weidlwang, Welluck und Zogenreuth
  - Weiler Leiten, Ligenz, Mühldorf, Ortlesbrunn, Reichenbach, Saaß, Sägmühle und Steinamwasser
  - Einöden Dornbach, Espamühle, Hammerberg, Hämmerlmühle, Lehnershof, Neumühle, Niedernhof, Rauhenstein, Rosenhof, Russhütte, Sackdilling, Speckmühle und Staubershammer

- Birgland mit 42 Gemeindeteilen:
  - Pfarrdorf Fürnried
  - Kirchdörfer Poppberg und Schwend
  - Dörfer Aicha, Betzenberg, Eckeltshof, Eckertsfeld, Frechetsfeld, Kegelheim, Lichtenegg, Matzenhof, Ödhaag, Riedelhof, Troßalter und Wolfertsfeld
  - Weiler Buchhof, Dollmannsberg, Geigenwang, Gronatshof, Hainfeld, Hirschricht, Höfling, Leinhof, Nonnhof, Reichenunholden, Rothsricht, Schwenderöd, Sunzendorf, Woppenthal und Wurmrausch
  - Einöden Ammerried, Ammersricht, Baumgarten, Burkartshof, Dickatshof, Haslach, Kutschendorf, Leinberg, Ödamershüll, Ödthal, Pleishof und Tannlohe

- Ebermannsdorf mit 12 Gemeindeteilen:
  - Pfarrdörfer Ebermannsdorf und Pittersberg
  - Dorf Diebis
  - Weiler Arling, Au, Breitenbrunn, Ipflheim und Schafhof
  - Einöden Frauenlohe, Gleicheröd, Herflucht und Niederarling

- Edelsfeld mit 26 Gemeindeteilen:
  - Pfarrdorf Edelsfeld
  - Kirchdörfer Niederärndt, Sinnleithen und Weißenberg
  - Dörfer Boden, Eberhardsbühl, Kalchsreuth, Schnellersdorf, Sigras und Steinling
  - Weiler Bernricht, Gassenhof, Kleinalbershof, Neumühle, Riglashof, Schmalnohe, Streitbühl und Vögelas
  - Einöden Alternsthof, Birkhof, Neuernsthof, Oberndorf, Silbergrub, Stopfmühle, Trosthof und Wegscheid

- Ensdorf mit 18 Gemeindeteilen:
  - Pfarrdorf Ensdorf
  - Kirchdörfer Hirschwald, Hofstetten, Seulohe, Thanheim und Wolfsbach
  - Weiler Dornberg, Götzenöd, Leidersdorf und Uschlberg
  - Einöden Langenwies, Oberbernstein, Palkering, Rannahof, Ruiding, Schwabenhof, Seidlthal und Unterbernstein

- Etzelwang mit 14 Gemeindeteilen:
  - Pfarrdorf Etzelwang
  - Kirchdorf Kirchenreinbach
  - Dörfer Albersdorf, Gerhardsberg, Lehendorf, Lehenhammer, Schmidtstadt, Tabernackel und Ziegelhütten
  - Weiler Hauseck, Neutras und Penzenhof
  - Schlösser Neidstein und Rupprechtstein

- Markt Freihung mit 22 Gemeindeteilen:
  - Hauptort Freihung
  - Pfarrdorf Großschönbrunn
  - Kirchdörfer Seugast und Thansüß.
  - Dörfer Böcklmühle, Elbart, Kleinschönbrunn, Rothaar, Tanzfleck und Weickenricht
  - Weiler Freihungsand, Hämmerleinshof, Hämmerleinsmühle, Konradinsgrund, Rumpelmühle und Schickenhof
  - Einöden Blauenneuschacht, Mauerhof, Riedhof, Schallermühle, Schmelzmühle und Schwadermühle

- Freudenberg mit 34 Gemeindeteilen:
  - Pfarrdörfer Lintach, Pursruck und Wutschdorf
  - Kirchdörfer Aschach, Etsdorf und Paulsdorf
  - Dörfer Bühl, Ellersdorf, Freudenberg, Geiselhof, Greßmühle, Hainstetten, Hiltersdorf, Immenstetten und Schleißdorf
  - Weiler Altenricht, Baumgarten, Hötzelsdorf, Oberpennading, Schwand, Unterpennading und Witzlricht
  - Einöden Bärnmühle, Berghof, Buchenöd, Götzendorf, Hammermühle, Holzhaus, Kohlmühle, Rannahof, Schlauderhof, Ströhlhof, Thann und Traglhof

- Gebenbach mit 3 Gemeindeteilen:
  - Pfarrdorf Gebenbach
  - Kirchdorf Atzmannsricht
  - Dorf Kainsricht

- Markt Hahnbach mit 27 Gemeindeteilen:
  - Hauptort Hahnbach
  - Pfarrdorf Ursulapoppenricht
  - Kirchdörfer Iber und Süß
  - Dörfer Adlholz, Dürnsricht, Frohnhof, Godlricht, Irlbach, Kienlohe, Kötzersricht, Kümmersbuch, Luppersricht, Mausdorf, Mimbach, Oberschalkenbach, Ölhof, Pickenricht und Unterschalkenbach
  - Weiler Höhengau, Mülles, Schalkenthan und Wüstenaumühle
  - Einöden Frohnberg, Kreuzberg, Laubhof und Wüstenau

- Stadt Hirschau mit 24 Gemeindeteilen:
  - Hauptort Hirschau
  - Pfarrdorf Ehenfeld
  - Kirchdorf Weiher
  - Dörfer Burgstall, Krickelsdorf, Krondorf, Massenricht, Obersteinbach, Steiningloh und Urspring
  - Weiler Kindlas, Kricklhof, Rödlas und Untersteinbach
  - Einöden Ebenhof, Hölzlmühle, Hummelmühle, Mittelmühle, Sargmühle, Scharhof, Schwärzermühle, Träglhof, Urspringermühle und Waldmühle

- Hirschbach mit 16 Gemeindeteilen:
  - Pfarrdörfer Eschenfelden und Hirschbach
  - Dörfer Buchhof, Eggenberg, München, Oberachtel, Pruppach, Riglashof, Unterachtel und Unterklausen
  - Weiler Jägersruh, Oberklausen, Obermühle und Ratzenhof
  - Einöden Stoffelmühle und Ziegelhütte bei Achtel

- Markt Hohenburg mit 23 Gemeindeteilen:
  - Hauptort Hohenburg
  - Pfarrdörfer Adertshausen und Allersburg
  - Kirchdorf Ransbach
  - Dörfer Berghausen, Egelsheim, Friebertsheim, Mendorferbuch und Voggenhof
  - Weiler Allertshofen, Köstl, Lammerthal, Lohe, Malsbach und Spieshof
  - Einöden Aicha, Hammermühle, Köstlöd, Ödenwöhr, Schwarzmühle, Sternfall, Stettkirchen und Weihermühle

- Illschwang mit 32 Gemeindeteilen:
  - Pfarrdorf Illschwang
  - Kirchdorf Götzendorf
  - Dörfer Aichazandt, Angfeld, Augsberg, Bachetsfeld, Dietersberg, Einsricht, Gehrsricht, Haar, Neuöd, Pesensricht, Pürschläg und Ritzenfeld
  - Weiler Altensee, Frankenhof, Hackern, Hermannsberg, Hermannsdorf, Kühnhof, Mörswinkl, Ödputzberg, Pfaffenhof, Reichertsfeld, Ritzelsdorf, Schöpfendorf, Schwand und Seibertshof
  - Einöden Bodenhof, Ottmannsfeld, Wirsfeld und Woffenricht

- Markt Kastl mit 39 Gemeindeteilen:
  - Hauptort Kastl
  - Pfarrdorf Utzenhofen
  - Kirchdörfer Pfaffenhofen, Umelsdorf und Wolfsfeld
  - Dörfer Flügelsbuch, Mühlhausen und Pattershofen
  - Weiler Allmannsfeld, Brünnthal, Deinshof, Dettnach, Drahberg, Freischweibach, Giggelsberg, Guttenberg, Mennersberg, Reusch, Schwärz und Wolfersdorf
  - Einöden Aicha, Appesloh, Aumühle, Bärnhof, Gaishof, Haid, Hainhof, Halbmühle, Hellberg, Hochhaus, Hohengrund, Langenberg, Lauterach, Oberfeld, Richt, Sankt Lampert, Saugraben, Zapfl und Ziegelhütte

- Markt Königstein mit 19 Gemeindeteilen:
  - Hauptort Königstein
  - Kirchdorf Kürmreuth
  - Dörfer Gaißach, Hannesreuth, Lunkenreuth und Pruihausen
  - Weiler Bischofsreuth, Breitenstein, Döttenreuth, Fichtenhof, Funkenreuth, Loch, Mitteldorf, Mönlas, Namsreuth und Windmühle
  - Einöden Röslas, Wildenhof und Ziegelhütte

- Kümmersbruck mit 10 Gemeindeteilen:
  - Pfarrdörfer Kümmersbruck und Theuern
  - Kirchdörfer Köfering und Lengenfeld
  - Dörfer Engelsdorf, Gärmersdorf, Haselmühl, Moos und Penkhof
  - Weiler Haidweiher

- Neukirchen bei Sulzbach-Rosenberg mit 37 Gemeindeteilen:
  - Pfarrdorf Neukirchen bei Sulzbach-Rosenberg
  - Kirchdorf Holnstein
  - Dörfer Büchelberg, Erkelsdorf, Fromberg, Gaisheim, Haid, Högberg, Lockenricht, Mittelreinbach, Oberreinbach, Peilstein, Röckenricht, Steinbach, Trondorf und Truisdorf
  - Weiler Eckenricht, Ermhof, Fichtelbrunn, Grasberg, Haghof, Hundheim, Hundsboden, Obermainshof, Pilgramshof, Schönlind und Waldlust
  - Einöden Blechhof, Einzelhof, Föderricht, Habres, Knappenberg, Mirtelhof, Oberlangenfeld, Pfeilstein, Rittmannshof und Stegerhof

- Poppenricht mit 8 Gemeindeteilen:
  - Pfarrdorf Poppenricht
  - Dörfer Altmannshof, Häringlohe, Speckshof, Traßlberg und Witzlhof
  - Weiler Wirnsricht
  - Einöde Laubmühle

- Markt Rieden mit 17 Gemeindeteilen:
  - Hauptort Rieden
  - Pfarrdorf Vilshofen
  - Kirchdorf Siegenhofen
  - Dorf Hammerberg
  - Weiler Ettsdorf, Gattershof und Kreuth
  - Einöden Aufheim, Brunnschlag, Degelhof, Fischeröd, Hirschhof, Kamerlhof, Oed, Schönhof, Taubenbach und Vilswörth

- Markt Schmidmühlen mit 24 Gemeindeteilen:
  - Hauptort Schmidmühlen
  - Kirchdörfer Emhof und Winbuch
  - Weiler Archenleiten, Eglsee, Galching, Greining, Harschhof, Oberadlhof, Pettenhof, Sinzenhof und Unteradlhof
  - Einöden Baumhof, Blaugrund, Brunnhof, Brunnmühle, Hirschberg, Markhof, Ofen, Pirkenhof, Scharltal, Vilshof und Zanklberg
  - Sonstiger Ort Oberes und unteres Forsthaus

- Stadt Schnaittenbach mit 16 Gemeindeteilen:
  - Hauptort Schnaittenbach
  - Pfarrdorf Kemnath am Buchberg
  - Dörfer Demenricht, Döswitz, Forst, Haidhof, Holzhammer, Mertenberg, Neuersdorf und Sitzambuch
  - Weiler Götzendorf und Trichenricht
  - Einöden Haidmühle, Seblasmühle, Tradlmühle und Ziegelhütte

- Stadt Sulzbach-Rosenberg mit 26 Gemeindeteilen:
  - Hauptort Sulzbach-Rosenberg
  - Dörfer Forsthof, Gallmünz, Großalbershof, Großenfalz, Kauerhof, Kempfenhof, Kleinfalz, Kropfersricht, Niederricht, Obersdorf, Rummersricht, Seidersberg, Siebeneichen, Stephansricht, Stifterslohe und Unterschwaig
  - Weiler Grottenhof, Grund, Kummerthal, Prangershof, Prohof und Untermainshof
  - Einöden Etzmannshof, Lindhof und See

- Ursensollen mit 38 Gemeindeteilen:
  - Pfarrdörfer Hausen, Hohenkemnath und Ursensollen
  - Kirchdörfer Erlheim, Garsdorf und Ullersberg
  - Dörfer Bittenbrunn, Eglhofen, Ehringsfeld, Haag, Heimhof, Oberhof, Oberleinsiedl, Richtheim, Rückertshof, Thonhausen und Zant
  - Weiler Darsberg, Eigentshofen, Gunzelsdorf, Häuslöd, Heinzhof, Inselsberg, Kemnatheröd, Kotzheim, Ödgötzendorf, Reinbrunn, Salleröd, Sauheim, Stockau, Unterleinsiedl, Wappersdorf, Weiherzant, Winkl und Wollenzhofen
  - Einöden Littenschwang, Ödallerzhof und Waldhaus

- Stadt Vilseck mit 36 Gemeindeteilen:
  - Hauptort Vilseck
  - Pfarrdorf Schlicht
  - Kirchdorf Sorghof
  - Dörfer Axtheid, Axtheid-Berg, Ebersbach, Gressenwöhr, Gumpenhof, Heroldsmühle, Reisach, Schönlind, Sigl und Wickenricht
  - Weiler Altmannsberg, Bürgerwald, Heringnohe, Hohenzant, Kagerhof, Ködritz, Langenbruck, Oberweißenbach, Seiboldsricht, Sollnes, Triebweg, Unterweißenbach und Weiherhäusl
  - Einöden Bruckmühle, Drechselberg, Frauenbrunn, Leinschlag, Lohhof, Neuhammer, Oedgodlricht, Rauschenhof, Schöfelhof und Schüsselhof

- Weigendorf mit 11 Gemeindeteilen:
  - Pfarrdorf Högen
  - Kirchdorf Ernhüll
  - Dörfer Deinsdorf, Haunritz, Oed und Weigendorf
  - Weiler Fallmühle und Hellberg
  - Einöden Breitenthal, Heilbronntal und Unterlangenfeld

## Alphabetische Liste
In Fettschrift erscheinen die Orte, die namengebend für die Gemeinde sind.

### A
- Adertshausen zu Hohenburg
- Adlholz zu Hahnbach
- Aicha zu Birgland
- Aicha zu Hohenburg
- Aicha zu Kastl
- Aichazandt zu Illschwang
- Albersdorf zu Etzelwang
- Allersburg zu Hohenburg
- Allertshofen zu Hohenburg
- Allmannsfeld zu Kastl
- Altenricht zu Freudenberg
- Altensee zu Illschwang
- Alternsthof zu Edelsfeld
- Altmannsberg zu Vilseck
- Altmannshof zu Poppenricht
- Ammerried zu Birgland
- Ammersricht zu Birgland
- Ammerthal
- Angfeld zu Illschwang
- Appesloh zu Kastl
- Archenleiten zu Schmidmühlen
- Arling zu Ebermannsdorf
- Aschach zu Freudenberg
- Atzmannsricht zu Gebenbach
- Au zu Ebermannsdorf
- Auerbach i.d.OPf.
- Aufheim zu Rieden
- Augsberg zu Illschwang
- Aumühle zu Kastl
- Axtheid zu Vilseck
- Axtheid-Berg zu Vilseck

↑ Zurück zum Inhaltsverzeichnis

### B
- Bachetsfeld zu Illschwang
- Bärnhof zu Kastl
- Bärnmühle zu Freudenberg
- Baumgarten zu Birgland
- Baumgarten zu Freudenberg
- Baumhof zu Schmidmühlen
- Berghausen zu Hohenburg
- Berghof zu Freudenberg
- Bernreuth zu Auerbach i.d.OPf.
- Bernricht zu Edelsfeld
- Betzenberg zu Birgland
- Birkhof zu Edelsfeld
- Bischofsreuth zu Königstein
- Bittenbrunn zu Ursensollen
- Blauenneuschacht zu Freihung
- Blaugrund zu Schmidmühlen
- Blechhof zu Neukirchen bei Sulzbach-Rosenberg
- Böcklmühle zu Freihung
- Boden zu Edelsfeld
- Bodenhof zu Illschwang
- Breitenbrunn zu Ebermannsdorf
- Breitenstein zu Königstein
- Breitenthal zu Weigendorf
- Bruckmühle zu Vilseck
- Brunnhof zu Schmidmühlen
- Brunnmühle zu Schmidmühlen
- Brunnschlag zu Rieden
- Brünnthal zu Kastl
- Büchelberg zu Neukirchen bei Sulzbach-Rosenberg
- Buchenöd zu Freudenberg
- Buchhof zu Birgland
- Buchhof zu Hirschbach
- Bühl zu Freudenberg
- Bürgerwald zu Vilseck
- Burgstall zu Hirschau
- Burkartshof zu Birgland

↑ Zurück zum Inhaltsverzeichnis

### D
- Darsberg zu Ursensollen
- Degelhof zu Rieden
- Degelsdorf zu Auerbach i.d.OPf.
- Deinsdorf zu Weigendorf
- Deinshof zu Kastl
- Demenricht zu Schnaittenbach
- Dettnach zu Kastl
- Dickatshof zu Birgland
- Diebis zu Ebermannsdorf
- Dietersberg zu Illschwang
- Dollmannsberg zu Birgland
- Dornbach zu Auerbach i.d.OPf.
- Dornberg zu Ensdorf
- Döswitz zu Schnaittenbach
- Döttenreuth zu Königstein
- Drahberg zu Kastl
- Drechselberg zu Vilseck
- Dürnsricht zu Hahnbach

↑ Zurück zum Inhaltsverzeichnis

### E
- Ebenhof zu Hirschau
- Eberhardsbühl zu Edelsfeld
- Ebermannsdorf
- Ebersbach zu Vilseck
- Eckeltshof zu Birgland
- Eckenricht zu Neukirchen bei Sulzbach-Rosenberg
- Eckertsfeld zu Birgland
- Edelsfeld
- Egelsheim zu Hohenburg
- Eggenberg zu Hirschbach
- Eglhofen zu Ursensollen
- Eglsee zu Schmidmühlen
- Ehenfeld zu Hirschau
- Ehringsfeld zu Ursensollen
- Eigentshofen zu Ursensollen
- Einsricht zu Illschwang
- Einzelhof zu Neukirchen bei Sulzbach-Rosenberg
- Elbart zu Freihung
- Ellersdorf zu Freudenberg
- Emhof zu Schmidmühlen
- Engelsdorf zu Kümmersbruck
- Ensdorf
- Erkelsdorf zu Neukirchen bei Sulzbach-Rosenberg
- Erlheim zu Ursensollen
- Ermhof zu Neukirchen bei Sulzbach-Rosenberg
- Ernhüll zu Weigendorf
- Eschenfelden zu Hirschbach
- Espamühle zu Auerbach i.d.OPf.
- Etsdorf zu Freudenberg
- Ettsdorf zu Rieden
- Etzelwang
- Etzmannshof zu Sulzbach-Rosenberg

↑ Zurück zum Inhaltsverzeichnis

### F
- Fallmühle zu Weigendorf
- Fichtelbrunn zu Neukirchen bei Sulzbach-Rosenberg
- Fichtenhof zu Ammerthal
- Fichtenhof zu Königstein
- Finkenmühle zu Ammerthal
- Fischeröd zu Rieden
- Flügelsbuch zu Kastl
- Föderricht zu Neukirchen bei Sulzbach-Rosenberg
- Forst zu Schnaittenbach
- Forsthof zu Sulzbach-Rosenberg
- Frankenhof zu Illschwang
- Frauenbrunn zu Vilseck
- Frauenlohe zu Ebermannsdorf
- Frechetsfeld zu Birgland
- Freihung
- Freihungsand zu Freihung
- Freischweibach zu Kastl
- Freudenberg
- Friebertsheim zu Hohenburg
- Frohnberg zu Hahnbach
- Frohnhof zu Hahnbach
- Fromberg zu Neukirchen bei Sulzbach-Rosenberg
- Funkenreuth zu Königstein
- Fürnried zu Birgland

↑ Zurück zum Inhaltsverzeichnis

### G
- Gaisheim zu Neukirchen bei Sulzbach-Rosenberg
- Gaishof zu Kastl
- Gaißach zu Königstein
- Galching zu Schmidmühlen
- Gallmünz zu Sulzbach-Rosenberg
- Gärmersdorf zu Kümmersbruck
- Garsdorf zu Ursensollen
- Gassenhof zu Edelsfeld
- Gattershof zu Rieden
- Gebenbach
- Gehrsricht zu Illschwang
- Geigenwang zu Birgland
- Geiselhof zu Freudenberg
- Gerhardsberg zu Etzelwang
- Giggelsberg zu Kastl
- Gleicheröd zu Ebermannsdorf
- Godlricht zu Hahnbach
- Götzendorf zu Freudenberg
- Götzendorf zu Illschwang
- Götzendorf zu Schnaittenbach
- Götzenöd zu Ensdorf
- Grasberg zu Neukirchen bei Sulzbach-Rosenberg
- Greining zu Schmidmühlen
- Gressenwöhr zu Vilseck
- Greßmühle zu Freudenberg
- Gronatshof zu Birgland
- Großalbershof zu Sulzbach-Rosenberg
- Großenfalz zu Sulzbach-Rosenberg
- Großschönbrunn zu Freihung
- Grottenhof zu Sulzbach-Rosenberg
- Grund zu Sulzbach-Rosenberg
- Gumpenhof zu Vilseck
- Gunzelsdorf zu Ursensollen
- Gunzendorf zu Auerbach i.d.OPf.
- Guttenberg zu Kastl

↑ Zurück zum Inhaltsverzeichnis

### H
- Haag zu Ursensollen
- Haar zu Illschwang
- Habres zu Neukirchen bei Sulzbach-Rosenberg
- Hackern zu Illschwang
- Hagenohe zu Auerbach i.d.OPf.
- Haghof zu Neukirchen bei Sulzbach-Rosenberg
- Hahnbach
- Haid zu Kastl
- Haid zu Neukirchen bei Sulzbach-Rosenberg
- Haidhof zu Schnaittenbach
- Haidmühle zu Schnaittenbach
- Haidweiher zu Kümmersbruck
- Hainfeld zu Birgland
- Hainhof zu Kastl
- Hainstetten zu Freudenberg
- Halbmühle zu Kastl
- Hammerberg zu Auerbach i.d.OPf.
- Hammerberg zu Rieden
- Hämmerleinshof zu Freihung
- Hämmerleinsmühle zu Freihung
- Hämmerlmühle zu Auerbach i.d.OPf.
- Hammermühle zu Freudenberg
- Hammermühle zu Hohenburg
- Hannesreuth zu Königstein
- Häringlohe zu Poppenricht
- Harschhof zu Schmidmühlen
- Haselmühl zu Kümmersbruck
- Haslach zu Birgland
- Haunritz zu Weigendorf
- Hauseck zu Etzelwang
- Hausen zu Ursensollen
- Häuslöd zu Ursensollen
- Heilbronntal zu Weigendorf
- Heimhof zu Ursensollen
- Heinzhof zu Ursensollen
- Hellberg zu Kastl
- Hellberg zu Weigendorf
- Herflucht zu Ebermannsdorf
- Heringnohe zu Vilseck
- Hermannsberg zu Illschwang
- Hermannsdorf zu Illschwang
- Heroldsmühle zu Vilseck
- Hiltersdorf zu Freudenberg
- Hirnmühle zu Ammerthal
- Hirschau
- Hirschbach
- Hirschberg zu Schmidmühlen
- Hirschhof zu Rieden
- Hirschricht zu Birgland
- Hirschwald zu Ensdorf
- Hochhaus zu Kastl
- Höfling zu Birgland
- Hofstetten zu Ensdorf
- Högberg zu Neukirchen bei Sulzbach-Rosenberg
- Högen zu Weigendorf
- Hohenburg
- Höhengau zu Hahnbach
- Hohengrund zu Kastl
- Hohenkemnath zu Ursensollen
- Hohenzant zu Vilseck
- Holnstein zu Neukirchen bei Sulzbach-Rosenberg
- Holzhammer zu Schnaittenbach
- Holzhaus zu Freudenberg
- Hölzlmühle zu Hirschau
- Hötzelsdorf zu Freudenberg
- Hummelmühle zu Hirschau
- Hundheim zu Neukirchen bei Sulzbach-Rosenberg
- Hundsboden zu Neukirchen bei Sulzbach-Rosenberg

↑ Zurück zum Inhaltsverzeichnis

### I
- Iber zu Hahnbach
- Illschwang
- Immenstetten zu Freudenberg
- Inselsberg zu Ursensollen
- Ipflheim zu Ebermannsdorf
- Irlbach zu Hahnbach

↑ Zurück zum Inhaltsverzeichnis

### J
- Jägersruh zu Hirschbach

↑ Zurück zum Inhaltsverzeichnis

### K
- Kagerhof zu Vilseck
- Kainsricht zu Gebenbach
- Kalchsreuth zu Edelsfeld
- Kamerlhof zu Rieden
- Kastl
- Kauerhof zu Sulzbach-Rosenberg
- Kegelheim zu Birgland
- Kemnath am Buchberg zu Schnaittenbach
- Kemnatheröd zu Ursensollen
- Kempfenhof zu Sulzbach-Rosenberg
- Kienlohe zu Hahnbach
- Kindlas zu Hirschau
- Kirchenreinbach zu Etzelwang
- Kleinalbershof zu Edelsfeld
- Kleinfalz zu Sulzbach-Rosenberg
- Kleinschönbrunn zu Freihung
- Knappenberg zu Neukirchen bei Sulzbach-Rosenberg
- Ködritz zu Vilseck
- Köfering zu Kümmersbruck
- Kohlmühle zu Freudenberg
- Königstein
- Konradinsgrund zu Freihung
- Köstl zu Hohenburg
- Köstlöd zu Hohenburg
- Kötzersricht zu Hahnbach
- Kotzheim zu Ursensollen
- Kreuth zu Rieden
- Kreuzberg zu Hahnbach
- Krickelsdorf zu Hirschau
- Kricklhof zu Hirschau
- Krondorf zu Hirschau
- Kropfersricht zu Sulzbach-Rosenberg
- Kühnhof zu Illschwang
- Kümmersbruck
- Kümmersbuch zu Hahnbach
- Kummerthal zu Sulzbach-Rosenberg
- Kürmreuth zu Königstein
- Kutschendorf zu Birgland

↑ Zurück zum Inhaltsverzeichnis

### L
- Lammerthal zu Hohenburg
- Langenberg zu Kastl
- Langenbruck zu Vilseck
- Langenwies zu Ensdorf
- Laubhof zu Hahnbach
- Laubmühle zu Poppenricht
- Lauterach zu Kastl
- Lehendorf zu Etzelwang
- Lehenhammer zu Etzelwang
- Lehnershof zu Auerbach i.d.OPf.
- Leidersdorf zu Ensdorf
- Leinberg zu Birgland
- Leinhof zu Birgland
- Leinschlag zu Vilseck
- Leiten zu Auerbach i.d.OPf.
- Lengenfeld zu Kümmersbruck
- Lichtenegg zu Birgland
- Ligenz zu Auerbach i.d.OPf.
- Lindhof zu Sulzbach-Rosenberg
- Lintach zu Freudenberg
- Littenschwang zu Ursensollen
- Loch zu Königstein
- Lockenricht zu Neukirchen bei Sulzbach-Rosenberg
- Lohe zu Hohenburg
- Lohhof zu Vilseck
- Lunkenreuth zu Königstein
- Luppersricht zu Hahnbach

↑ Zurück zum Inhaltsverzeichnis

### M
- Malsbach zu Hohenburg
- Markhof zu Schmidmühlen
- Massenricht zu Hirschau
- Matzenhof zu Birgland
- Mauerhof zu Freihung
- Mausdorf zu Hahnbach
- Mendorferbuch zu Hohenburg
- Mennersberg zu Kastl
- Mertenberg zu Schnaittenbach
- Michelfeld zu Auerbach i.d.OPf.
- Mimbach zu Hahnbach
- Mirtelhof zu Neukirchen bei Sulzbach-Rosenberg
- Mitteldorf zu Königstein
- Mittelmühle zu Hirschau
- Mittelreinbach zu Neukirchen bei Sulzbach-Rosenberg
- Mönlas zu Königstein
- Moos zu Kümmersbruck
- Mörswinkl zu Illschwang
- Mühldorf zu Auerbach i.d.OPf.
- Mühlhausen zu Kastl
- Mülles zu Hahnbach
- München zu Hirschbach

↑ Zurück zum Inhaltsverzeichnis

### N
- Namsreuth zu Königstein
- Nasnitz zu Auerbach i.d.OPf.
- Neidstein zu Etzelwang
- Neuernsthof zu Edelsfeld
- Neuersdorf zu Schnaittenbach
- Neuhammer zu Vilseck
- Neukirchen b.Sulzbach-Rosenberg
- Neumühle zu Auerbach i.d.OPf.
- Neumühle zu Edelsfeld
- Neuöd zu Illschwang
- Neutras zu Etzelwang
- Niederarling zu Ebermannsdorf
- Niederärndt zu Edelsfeld
- Niedernhof zu Auerbach i.d.OPf.
- Niederricht zu Sulzbach-Rosenberg
- Nitzlbuch zu Auerbach i.d.OPf.
- Nonnhof zu Birgland

↑ Zurück zum Inhaltsverzeichnis

### O
- Oberachtel zu Hirschbach
- Oberadlhof zu Schmidmühlen
- Oberbernstein zu Ensdorf
- Oberes und unteres Forsthaus zu Schmidmühlen
- Oberfeld zu Kastl
- Oberhof zu Ursensollen
- Oberklausen zu Hirschbach
- Oberlangenfeld zu Neukirchen bei Sulzbach-Rosenberg
- Oberleinsiedl zu Ursensollen
- Obermainshof zu Neukirchen bei Sulzbach-Rosenberg
- Obermühle zu Hirschbach
- Oberndorf zu Edelsfeld
- Oberpennading zu Freudenberg
- Oberreinbach zu Neukirchen bei Sulzbach-Rosenberg
- Oberschalkenbach zu Hahnbach
- Obersdorf zu Sulzbach-Rosenberg
- Obersteinbach zu Hirschau
- Oberweißenbach zu Vilseck
- Ödallerzhof zu Ursensollen
- Ödamershüll zu Birgland
- Ödenwöhr zu Hohenburg
- Ödgötzendorf zu Ursensollen
- Ödhaag zu Birgland
- Ödputzberg zu Illschwang
- Ödthal zu Birgland
- Oed zu Rieden
- Oed zu Weigendorf
- Oedgodlricht zu Vilseck
- Ofen zu Schmidmühlen
- Ohrenbach zu Auerbach i.d.OPf.
- Ölhof zu Hahnbach
- Ortlesbrunn zu Auerbach i.d.OPf.
- Ottmannsfeld zu Illschwang

↑ Zurück zum Inhaltsverzeichnis

### P
- Palkering zu Ensdorf
- Pattershofen zu Kastl
- Paulsdorf zu Freudenberg
- Peilstein zu Neukirchen bei Sulzbach-Rosenberg
- Penkhof zu Kümmersbruck
- Penzenhof zu Etzelwang
- Pesensricht zu Illschwang
- Pettenhof zu Schmidmühlen
- Pfaffenhof zu Illschwang
- Pfaffenhofen zu Kastl
- Pfeilstein zu Neukirchen bei Sulzbach-Rosenberg
- Pferrach zu Auerbach i.d.OPf.
- Pickenricht zu Hahnbach
- Pilgramshof zu Neukirchen bei Sulzbach-Rosenberg
- Pirkenhof zu Schmidmühlen
- Pittersberg zu Ebermannsdorf
- Pleishof zu Birgland
- Poppberg zu Birgland
- Poppenricht
- Prangershof zu Sulzbach-Rosenberg
- Prohof zu Sulzbach-Rosenberg
- Pruihausen zu Königstein
- Pruppach zu Hirschbach
- Pürschläg zu Illschwang
- Pursruck zu Freudenberg

↑ Zurück zum Inhaltsverzeichnis

### R
- Ranna zu Auerbach i.d.OPf.
- Rannahof zu Ensdorf
- Rannahof zu Freudenberg
- Ransbach zu Hohenburg
- Ranzenthal zu Auerbach i.d.OPf.
- Ratzenhof zu Hirschbach
- Rauhenstein zu Auerbach i.d.OPf.
- Rauschenhof zu Vilseck
- Reichenbach zu Auerbach i.d.OPf.
- Reichenunholden zu Birgland
- Reichertsfeld zu Illschwang
- Reinbrunn zu Ursensollen
- Reisach zu Vilseck
- Reusch zu Kastl
- Richt zu Kastl
- Richtheim zu Ursensollen
- Riedelhof zu Birgland
- Rieden
- Riedhof zu Freihung
- Riglashof zu Edelsfeld
- Riglashof zu Hirschbach
- Rittmannshof zu Neukirchen bei Sulzbach-Rosenberg
- Ritzelsdorf zu Illschwang
- Ritzenfeld zu Illschwang
- Röckenricht zu Neukirchen bei Sulzbach-Rosenberg
- Rödlas zu Hirschau
- Rosenhof zu Auerbach i.d.OPf.
- Röslas zu Königstein
- Rothaar zu Freihung
- Rothsricht zu Birgland
- Rückertshof zu Ursensollen
- Ruiding zu Ensdorf
- Rummersricht zu Sulzbach-Rosenberg
- Rumpelmühle zu Freihung
- Rupprechtstein zu Etzelwang
- Rußhütte zu Auerbach i.d.OPf.

↑ Zurück zum Inhaltsverzeichnis

### S
- Saaß zu Auerbach i.d.OPf.
- Sackdilling zu Auerbach i.d.OPf.
- Sägmühle zu Auerbach i.d.OPf.
- Salleröd zu Ursensollen
- Sand zu Auerbach i.d.OPf.
- Sankt Lampert zu Kastl
- Sargmühle zu Hirschau
- Saugraben zu Kastl
- Sauheim zu Ursensollen
- Schafhof zu Ebermannsdorf
- Schalkenthan zu Hahnbach
- Schallermühle zu Freihung
- Scharhof zu Hirschau
- Scharltal zu Schmidmühlen
- Schickenhof zu Freihung
- Schlauderhof zu Freudenberg
- Schleißdorf zu Freudenberg
- Schlicht zu Vilseck
- Schmalnohe zu Edelsfeld
- Schmelzmühle zu Freihung
- Schmidmühlen
- Schmidtstadt zu Etzelwang
- Schnaittenbach
- Schnellersdorf zu Edelsfeld
- Schöfelhof zu Vilseck
- Schönhof zu Rieden
- Schönlind zu Neukirchen bei Sulzbach-Rosenberg
- Schönlind zu Vilseck
- Schöpfendorf zu Illschwang
- Schüsselhof zu Vilseck
- Schwabenhof zu Ensdorf
- Schwadermühle zu Freihung
- Schwand zu Freudenberg
- Schwand zu Illschwang
- Schwärz zu Kastl
- Schwärzermühle zu Hirschau
- Schwarzmühle zu Hohenburg
- Schwend zu Birgland
- Schwenderöd zu Birgland
- Seblasmühle zu Schnaittenbach
- See zu Sulzbach-Rosenberg
- Seibertshof zu Illschwang
- Seiboldsricht zu Vilseck
- Seidersberg zu Sulzbach-Rosenberg
- Seidlthal zu Ensdorf
- Seugast zu Freihung
- Seulohe zu Ensdorf
- Siebeneichen zu Sulzbach-Rosenberg
- Siegenhofen zu Rieden
- Sigl zu Vilseck
- Sigras zu Edelsfeld
- Silbergrub zu Edelsfeld
- Sinnleithen zu Edelsfeld
- Sinzenhof zu Schmidmühlen
- Sitzambuch zu Schnaittenbach
- Sollnes zu Vilseck
- Sorghof zu Vilseck
- Speckmühle zu Auerbach i.d.OPf.
- Speckshof zu Poppenricht
- Spieshof zu Hohenburg
- Staubershammer zu Auerbach i.d.OPf.
- Stegerhof zu Neukirchen bei Sulzbach-Rosenberg
- Steinamwasser zu Auerbach i.d.OPf.
- Steinbach zu Neukirchen bei Sulzbach-Rosenberg
- Steiningloh zu Hirschau
- Steinling zu Edelsfeld
- Stephansricht zu Sulzbach-Rosenberg
- Sternfall zu Hohenburg
- Stettkirchen zu Hohenburg
- Stifterslohe zu Sulzbach-Rosenberg
- Stockau zu Ursensollen
- Stoffelmühle zu Hirschbach
- Stopfmühle zu Edelsfeld
- Streitbühl zu Edelsfeld
- Ströhlhof zu Freudenberg
- Sulzbach-Rosenberg
- Sunzendorf zu Birgland
- Süß zu Hahnbach

↑ Zurück zum Inhaltsverzeichnis

### T
- Tabernackel zu Etzelwang
- Tannlohe zu Birgland
- Tanzfleck zu Freihung
- Taubenbach zu Rieden
- Thanheim zu Ensdorf
- Thann zu Freudenberg
- Thansüß zu Freihung
- Theuern zu Kümmersbruck
- Thonhausen zu Ursensollen
- Tradlmühle zu Schnaittenbach
- Traglhof zu Freudenberg
- Träglhof zu Hirschau
- Traßlberg zu Poppenricht
- Trichenricht zu Schnaittenbach
- Triebweg zu Vilseck
- Trondorf zu Neukirchen bei Sulzbach-Rosenberg
- Troßalter zu Birgland
- Trosthof zu Edelsfeld
- Truisdorf zu Neukirchen bei Sulzbach-Rosenberg

↑ Zurück zum Inhaltsverzeichnis

### U
- Ullersberg zu Ursensollen
- Umelsdorf zu Kastl
- Unterachtel zu Hirschbach
- Unteradlhof zu Schmidmühlen
- Unterbernstein zu Ensdorf
- Unterklausen zu Hirschbach
- Unterlangenfeld zu Weigendorf
- Unterleinsiedl zu Ursensollen
- Untermainshof zu Sulzbach-Rosenberg
- Unterpennading zu Freudenberg
- Unterschalkenbach zu Hahnbach
- Unterschwaig zu Sulzbach-Rosenberg
- Untersteinbach zu Hirschau
- Unterweißenbach zu Vilseck
- Ursensollen
- Urspring zu Hirschau
- Urspringermühle zu Hirschau
- Ursulapoppenricht zu Hahnbach
- Uschlberg zu Ensdorf
- Utzenhofen zu Kastl

↑ Zurück zum Inhaltsverzeichnis

### V
- Viehberg zu Ammerthal
- Vilseck
- Vilshof zu Schmidmühlen
- Vilshofen zu Rieden
- Vilswörth zu Rieden
- Vögelas zu Edelsfeld
- Voggenhof zu Hohenburg

↑ Zurück zum Inhaltsverzeichnis

### W
- Waldhaus zu Ursensollen
- Waldlust zu Neukirchen bei Sulzbach-Rosenberg
- Waldmühle zu Hirschau
- Wappersdorf zu Ursensollen
- Wegscheid zu Edelsfeld
- Weickenricht zu Freihung
- Weidlwang zu Auerbach i.d.OPf.
- Weigendorf
- Weiher zu Hirschau
- Weiherhäusl zu Vilseck
- Weihermühle zu Hohenburg
- Weiherzant zu Ursensollen
- Weißenberg zu Edelsfeld
- Welluck zu Auerbach i.d.OPf.
- Wickenricht zu Vilseck
- Wildenhof zu Königstein
- Winbuch zu Schmidmühlen
- Windmühle zu Königstein
- Winkl zu Ursensollen
- Wirnsricht zu Poppenricht
- Wirsfeld zu Illschwang
- Witzlhof zu Poppenricht
- Witzlricht zu Freudenberg
- Woffenricht zu Illschwang
- Wolfersdorf zu Kastl
- Wolfertsfeld zu Birgland
- Wolfsbach zu Ensdorf
- Wolfsfeld zu Kastl
- Wollenzhofen zu Ursensollen
- Woppenthal zu Birgland
- Wurmrausch zu Birgland
- Wüstenau zu Hahnbach
- Wüstenaumühle zu Hahnbach
- Wutschdorf zu Freudenberg

↑ Zurück zum Inhaltsverzeichnis

### Z
- Zanklberg zu Schmidmühlen
- Zant zu Ursensollen
- Zapfl zu Kastl
- Ziegelhütte zu Kastl
- Ziegelhütte zu Königstein
- Ziegelhütte zu Schnaittenbach
- Ziegelhütte bei Achtel zu Hirschbach
- Ziegelhütten zu Etzelwang
- Zogenreuth zu Auerbach i.d.OPf.

↑ Zurück zum Inhaltsverzeichnis